# Жизнь хорошая штука, брат!
Жизнь хорошая штука, брат! (азерб. Yaşamaq gözəldir, qardaşım!) — советская приключенческая драма 1966 года производства киностудии Азербайджанфильм.

## Синопсис
Фильм посвящён жизни азербайджанцев в 1920-е годы в странах Ближнего Востока. Ахмед является активным коммунистом, также им является его брат Исмаил. Они решили в одной из деревень запустить производство коммунистической газеты и пропагандируют её распространение.

## Создатели фильма

### В ролях
Владимир Коваль — Ахмед
Олег Хабалов — Исмаил
Нелли Зиновьева — Аннушка
Мурад Меликов — Карим
Ксения Минина — Маруся
М. Касымбеков — китаец Си Я У
Агасадых Герабейли — Сукру бек
Башир Сафароглу — Зия
Валентин Грудинин — Гёльчомаг
Аббас Рзаев
Малейка Агазаде — супруга Сукру бека
Юсиф Юлдуз — неизвестный
Абшерон Адыгёзалов
Евгений Александров
Эльдениз Зейналов — М. Субхи
Алигейдар Гасанзаде — турецкий покупатель газеты

#### Роли дублировали (в титрах не указаны)
Амилет Ханизаде — Зия (Башир Сафароглу)
Шахмар Алекперов — Ахмед (Владимир Коваль)
Гасан Турабов — Исмаил (Олег Хабалов)
Амина Юсифкызы — Аннушка (Нелли Зиновьева)
Рафик Азимов — Си Я У (М. Касымбеков)
Садых Гусейнов
Юсиф Велиев — крестьянин
Гасан Аблуч — Петросян
Камил Кубусов — русский крестьянин
Азизага Касымов

### Административная группа
оригинальный текст: Назым Хикмет
автор сценария: Леонид Агранович
режиссёры-постановщики: Рамиз Аскеров, Antonis Voyazos
оператор-постановщик: Расим Исмаилов
монтажёр-постановщик: А. Филимонова
художники-постановщики: Надир Зейналов, Фикрет Багиров
художник-гримёр: Тельман Юнусов
композитор: Фикрет Амиров
звукооператор: Игорь Попов
оркестр: Камерный оркестр Азербайджанского ТВ и радио
дирижёр: Назым Рзаев
ассистенты режиссёров: Ашраф Мамаев, Мирзабала Меликов, Рамиз Алиев (в титрах — Р. Алиев)
ассистент оператора: Эдуард Галакчиев, Р. Алиев
ассистенты художников: Рафиз Исмаилов, М. Сафаралиева
консультант: А. Бабаев (кандидат филологических наук)
редактор: Наталья Шнейер
директор фильма: С. Бейазов

## Награды и премии

### Прометей-67
В 1967 году указанный фильм получил почётный диплом.